# Брайан Швейцер
Брайан Девід Швейцер (англ. Brian David Schweitzer; нар. 4 вересня 1955, Гавре, Монтана) — американський політик-демократ. 23-й губернатор штату Монтана з 5 січня 2005 по 7 січня 2013. Швейцер одночасно працював головою Західної асоціації губернаторів, а також очолював Демократичну асоціацію губернаторів.
У 1978 році він закінчив Університет штату Колорадо, де вивчав сільське господарство. У 1980 він отримав ступінь магістра з ґрунтознавства в Університеті штату Монтана. Швейцер працював інженером з технології зрошення, зокрема, в Африці, Азії та Саудівській Аравії. У 1986 році він повернувся до Монтани, де працював на ранчо і заснував компанію з технології зрошення у Вайтфіші.
У 1992 президент Білл Клінтон призначив Швейцера до Міністерства сільського господарства США, де він обіймав різні посади до 1999 року. У 2000 році він невдало балотувався проти Конрада Бернса до Сенату США.